# Поломка елементів бурильної колони
Поломка елементів бурильної колони — включає залишення у свердловині колони бурильних труб або елементів КНБК (перехідників, центраторів, амортизатора, обважнених бурильних труб, калібраторів).

## Види поломок бурильної колони
 поломка або зрив по різьбовій частині;
 поломка по зварному шву;
 поломка по тілу труби;
 поломка ведучої труби й елементів компоновки;
 падіння або розгвинчування частини бурильної колони;
 падіння елементів бурильної колони внаслідок поломок спуско-піднімального обладнання чи інструменту, обриву талевого канату.
Спіральний злам труб по тілу через втому металу може відбува-тись у свердловинах, діаметр яких перевищує діаметр бурильної тру-би не більше ніж на 100 мм. Злам виникає від наявності поперечної тріщини. Напрям спіралі збігається з напрямом обертання бурильної колони, кут підйому спіралі становить 45о.
У поперечному напрямку бурильні труби ламаються через дефекти виготовлення (раковини) та порушення режиму термообробки, що призводить до внутрішніх напружень та втоми металу.
У потовщених кінцях труб, унаслідок нерівномірного охоло-дження при загартовуванні, виникають дрібні тріщини, які призводять до руйнувань від втоми металу в основній площині різьб.
Легкосплавні бурильні труби (ЛБТ) ламаються через ерозійне спрацювання тіла труб під муфтами та зношування по товщині стінки.
Бурильні замки і муфти (особливо діаметром 118 мм і менше) ламаються через створення значних навантажень. Кінці зруйнованих деталей мають збільшені діаметри і бочкоподібну форму.
Неповне згвинчування замкового з'єднання призводить до інтенсивного переміщення площин різьб однієї відносно іншої та спрацювання різьб.

## Ознаки виникнення аварії з бурильною колоною
 зменшення маси бурильної колони за індикатором ваги;
 падіння тиску промивальної рідини у нагнітальній лінії;
 зниження температури промивальної рідини на виході зі свердловини.
 падіння механічної швидкості буріння;
 провалювання бурильної колони при її розвантаженні на вибій.

## Причини аварій з бурильною колоною
- 1. Втома металу бурильних труб.

Втому металу прискорюють наступні чинники:
 дефекти матеріалу труб (розшарування і структурна неоднорі-дність металу, сторонні включення у металі і конструктивні дефекти);
 малі радіуси заокруглення трубних різьб;
 застосування з'єднання труб без упору торців або з'єднання труб за допомогою муфт;
 часте перешарування порід, круті кути падіння, що призводить до викривлення стовбура свердловин;
 робота бурильної колони у великих кавернах;
 робота бурильної колони у хімічно агресивних середовищах;
 створення на бурильну колону надмірних навантажень;
 невідповідність діаметру бурильних труб розміру долота;
 невідповідність типу долота міцності розбурюваних порід;
 виникнення резонансних коливань від пульсації тиску або ро-боти долота;
 створення навантаження на долото вагою бурильних труб;
 установка над ОБТ крихких бурильних труб груп міцності Е, Л або ЛБТ;
 застосування труб невідповідної міцності;
 вм'ятини у трубах;
 порушення цілісності труб сторонніми предметами;
 неспіввісність (невідцентрованість) вежі і ротора відносно осі свердловини;
 концентрація напруг у різьбах ОБТ;
 надмірне зношення елементів бурильної колони;
 удари по бурильних і ведучих трубах;
 неспіввісність різьбових з᾽єднань і приварених елементів труб;
 застосування роторних клинів невідповідного розміру.
 неякісне виготовлення різьбових з'єднань;
 недостатній або надмірний момент згвинчування різьб;
 розгвинчування різьб із використанням удару.
- 2. Падіння бурильної колони:

 випадання стропа вертлюга із зіву гака;
 недосконалість конструкції засувки піднімального гака;
 невідповідність розміру елеватора або його несправність;
 невідповідність вантажопідйомності елеватора і стропів масі бурильної колони;
 розкриття елеватора після спонтанної зупинки інструменту на уступах у стовбурі свердловини або в елементах обв'язки гирла;
 надмірне спрацювання стропів та їх розрив;
 поломка бічних серг і стовбура гака;
 розриви гальмових стрічок бурової лебідки;
 надмірне спрацювання гальмових колодок і їх випадіння;
 розриви гальмових шківів бурової лебідки;
 заклинювання гальмового важеля;
 падіння тиску у пневмосистемі при гальмуванні;
 різка посадка колони на клини або елеватор;
 несвоєчасне закриття елеватора.
Ліквідація аварій з бурильною колоною.
Перед ліквідацією аварії з бурильною колоною необхідно вивчити:
 стан піднятої частини бурильної колони та характер поломки її елементів;
 стан стовбура свердловини у місці вірогідного знаходження зламаної частини та наявність ускладнень у стовбурі свердловини;
 літологічний склад порід в інтервалі поломки і у прилягаючій зоні;
 характер робіт із ліквідації аварій, які мали місце раніше;
 допустимі навантаження на ловильний інструмент і очікувані навантаження на нього.
Для ліквідації аварій застосовують трубовловлювачі (труболовки), шліпси, мітчики, ковпаки.
Трубовловлювачі і шліпси застосовують, якщо вага труб, що залишилися у свердловині, не перевищує вантажопіднімальності лови-льного інструменту і якщо інструмент не прихоплений. У першу чергу застосовують зовнішні трубовловлювачі.
Мітчики застосовують при поломках труб по замках або потов-щеній частині тіла. Використовують універсальні і спеціальні мітчики, призначені для захоплення за замкову різьбу певного розміру. Ковпаки застосовують для захоплення труб за тіло труби. Застосовують звичайні ковпаки, які захоплюють трубу за верхній кінець, і наскрізні, в яких зламаний кінець труби вільно проходить крізь середину ковпака, і захоплення здійснюється за замок або муфту.
Забороняється спускати ловильний інструмент без пристроїв для центрування, якщо сума зовнішнього діаметра ловильного інструменту і діаметра залишених труб менша за діаметр стовбура свердловини.
При нерівному зломі спочатку відгвинчують зламану трубу. У разі небезпеки прихоплення ловильний інструмент спускають із ясом і безпечним перехідником.
Бурильні труби з легких сплавів розбурюють долотом Т або ТЗ, або спеціальним фрезером, бажано турбінним способом із навантаженням 20 — 40 кН, а при розбурюванні зацементованих легкосплавних бурильних труб — до 60 — 110 кН. Під час розбурювання бурильну колону періодично піднімають на 1015 м через кожні 1,5-2 м проходки.
Частину бурильної колони довжиною до 100 м доцільно вилучати, захоплюючи її зовнішніми трубовловлювачами, шліпсами або гладкими ковпаками.
Під час спуску ловильного інструменту його зупиняють у підошві обсадної колони і промивають свердловину. Інструмент розташовують на 5 — 10 м вище від голови аварійної труби, з мінімальним промиванням і подачею по 20 — 30 см доводять до розрахункової глибини. При цьому на ведучій трубі роблять мітку напроти нерухомої частини столу ротора.
Якщо верхній кінець аварійної колони знайти не вдалося, колону з ловильним інструментом піднімають на 3 — 5 м, провертають на 3 — 5 обертів, зупинивши на 90° від першої мітки, і продовжують пошук. При зустрічі із залишеною колоною, провертаючи ротор на 30 — 40°і заводять ловильний інструмент на голову аварійної труби.